# Amina (film 2021)
Amina è un film del 2021 diretto da Izu Ojukwu.
Film storico nigeriano ispirato alla storia di Amina di Zaria.